# Aglaodiaptomus conipedatus
Aglaodiaptomus conipedatus är en kräftdjursart som först beskrevs av Marsh 1907.  Aglaodiaptomus conipedatus ingår i släktet Aglaodiaptomus och familjen Diaptomidae. Inga underarter finns listade i Catalogue of Life.